# Sheldon Lettich
Sheldon Bernard Lettich (ur. 14 stycznia 1951 w Nowym Jorku) – amerykański scenarzysta i reżyser filmów akcji. W 1989 roku otrzymał nominację do Złotej Maliny za scenariusz do filmu Rambo III.

## Filmografia
Scenarzysta:
- Krwawy sport 1988
- Rambo III 1988
- Lwie serce 1990
- Podwójne uderzenie 1991
- Tylko dla najlepszych 1993
- Legionista 1998
- Korpus weteranów 2006